# Кухарська сільська рада (Іванківський район)
| Кухарівська сільська рада — орган місцевого самоврядування у Іванківському районі Київської області з адміністративним центром у с. Кухарі. Водоймища на території, підпорядкованій даній раді: річка Тетерів. Сільській раді підпорядковані населені пункти: - с. Кухарі - с. Підгайне - с. Яхнівка |

## Склад ради
Рада складається з 16 депутатів та голови.

### Керівний склад ради
| ПІБ                             | Основні відомості                                                                             | Дата обрання | Дата звільнення |
| ------------------------------- | --------------------------------------------------------------------------------------------- | ------------ | --------------- |
| Покропивний Володимир Федорович | Сільський голова, 1953 року народження, освіта, член Всеукраїнського об'єднання «Батьківщина» | 26.03.2006   | 31.10.2010      |
| Покропивний Володимир Федорович | Сільський голова, 1953 року народження, освіта вища, член Партії регіонів                     | 31.10.2010   |                 |

Примітка: таблиця складена за даними джерела